# Mitch Woods & His Rocket 88s
Mitch Woods & His Rocket 88s ist eine kalifornische Bluesband, die 1980 von dem Boogie-Pianisten Mitch Woods (* 3. April 1951 in Brooklyn, New York City) gegründet wurde. Ihre Musik, die sie als "Rock-a-Boogie" bezeichnen, basiert auf den Vorläufern des Rock ’n’ Roll aus den späten 1940ern und frühen 1950ern: Jump Blues, Boogie Woogie und Rhythm and Blues. Vorbilder sind Musiker wie Louis Jordan, Wynonie Harris, Joe und Jimmy Liggins, Amos Milburn und Roy Milton.

## Werdegang
1970 zog Woods nach San Francisco, wo er mit der Sängerin Gracie Glassman unter dem Namen Mitch Woods & His Red Hot Mama auftrat. Zusammen mit dem Gitarristen Hi Tide Harris gründete er 1980 Mitch Woods & His Rocket 88s. 1984 erschien ihr erstes Album Steady Date. Sie begannen, bei größeren Blues Festivals und in Europa aufzutreten.
Das zweite Album Mr. Boogie’s Back In Town erschien 1988. Beim dritten Album Solid Gold Cadillac (1991) wurden sie von Ronnie Earl, Charlie Musselwhite und dem Bläser-Ensemble Roomful of Blues Horns unterstützt. Die nächsten Alben waren Shakin’ the Shack (1998) und Jump for Joy (2001).

## Diskografie
- 1984: Steady Date
- 1988: Mr. Boogie’s Back In Town
- 1991: Solid Gold Cadillac
- 1998: Shakin’ the Shack
- 2001: Jump for Joy
- 2004: Keeper of the Flame
- 2006: Big Easy Boogie
- 2008: Jukebox Drive
- 2012: Clues Beyond Borders: Live In Istanbul
- 2015: Jammin’ On The High Cs
- 2017: Friends Along The Way